# Вініган (Міссурі)
Вініган (англ. Winigan) — переписна місцевість (CDP) в США, в окрузі Салліван штату Міссурі. Населення — 37 осіб (2020).

## Географія
Вініган розташований за координатами 40°2′49″ пн. ш. 92°53′54″ зх. д. / 40.04694° пн. ш. 92.89833° зх. д. (40.046873, -92.898270).  За даними Бюро перепису населення США в 2010 році переписна місцевість мала площу 1,30 км², з яких 1,29 км² — суходіл та 0,01 км² — водойми.

## Демографія
Згідно з переписом 2010 року, у переписній місцевості мешкали 44 особи в 17 домогосподарствах у складі 15 родин. Густота населення становила 34 особи/км².  Було 29 помешкань (22/км²).
Расовий склад населення:
| - 95,5 % — білих - 4,5 % — корінних американців |

До двох чи більше рас належало 0,0 %. Частка іспаномовних становила 0,0 % від усіх жителів.
За віковим діапазоном населення розподілялося таким чином: 27,3 % — особи молодші 18 років, 45,4 % — особи у віці 18—64 років, 27,3 % — особи у віці 65 років та старші. Медіана віку мешканця становила 45,0 року. На 100 осіб жіночої статі у переписній місцевості припадало 76,0 чоловіків;  на 100 жінок у віці від 18 років та старших — 88,2 чоловіків також старших 18 років.
Середній дохід на одне домашнє господарство  становив 42 472 долари США (медіана — 45 357), а середній дохід на одну сім'ю — 42 472 долари (медіана — 45 357). 
Цивільне працевлаштоване населення становило 20 осіб. Основні галузі зайнятості: будівництво — 20,0 %, транспорт — 15,0 %, роздрібна торгівля — 15,0 %.